# Kanazawa Takafumi
Takafumi Kanazawa (sinh ngày 25 tháng 4 năm 1981) là một cầu thủ bóng đá người Nhật Bản.

## Sự nghiệp câu lạc bộ
Takafumi Kanazawa đã từng chơi cho Ventforet Kofu, Mito HollyHock và Grulla Morioka.